# Samarqand
Samarqand, deutsch Samarkand (usbekisch-kyrillisch und tadschikisch Самарқанд, persisch سمرقند, DMG Samarqand; russisch Самарканд Samarkand; sogdisch für „steinerne Stadt“), ist eine Stadt in Usbekistan mit 353.347 Einwohnern (Stand 1. Januar 2008) und Hauptstadt der Viloyat Samarqand.

## Name
Der Name Samarqand stammt aus dem Sogdischen von samar („Stein, Fels“) und kand („Festung, Stadt“). Von den Griechen wurde die Stadt Μαράκανδα Marákanda genannt. Laut dem Gelehrten Mahmūd al-Kāschgharī war die Stadt im 11. Jahrhundert im Karachanidischen als Samizkand (سَمِزْکَنْدْ) bekannt, was „fette Stadt“ bedeutet. Der Mogulkaiser Babur erwähnte die Stadt im 16. Jahrhundert ebenfalls unter diesem Namen; der kastilische Reisende Ruy González de Clavijo erklärte, dass Samarqand eine Verballhornung der karachanidischen Bezeichnung sei.

## Geographie

### Geografische Lage
Samarqand liegt auf einer Hochebene in 720 Metern Höhe. Das Gebiet um die Stadt gehört zur Flussoase des Serafschan, der von Tadschikistan kommend die Stadt nördlich umfließt. Die nächste Stadt flussaufwärts jenseits der Grenze, Pandschakent, ist 62 Kilometer entfernt. Im Südosten beginnen in gut 20 Kilometern Entfernung die Ausläufer der Serafschankette, die eine natürliche Grenze zur Viloyat Qashqadaryo bildet.

### Klima
|                       | Jan  | Feb  | Mär  | Apr  | Mai  | Jun  | Jul  | Aug  | Sep  | Okt  | Nov  | Dez  |   |       |
| Mittl. Tagesmax. (°C) | 6,2  | 7,9  | 13,6 | 20,8 | 26,4 | 32,0 | 33,9 | 32,2 | 27,9 | 21,1 | 14,9 | 9,2  | ⌀ | 20,6  |
| Mittl. Tagesmin. (°C) | −3,6 | −2,1 | 3,2  | 8,9  | 12,7 | 16,4 | 17,8 | 15,9 | 11,2 | 6,0  | 2,0  | −1,0 | ⌀ | 7,3   |
|                       |      |      |      |      |      |      |      |      |      |      |      |      |   |       |
| Niederschlag (mm)     | 43,9 | 39,2 | 70,5 | 63,2 | 33,2 | 4,2  | 4,3  | 0,4  | 3,8  | 24,0 | 28,2 | 40,5 | Σ | 355,4 |
|                       |      |      |      |      |      |      |      |      |      |      |      |      |   |       |
| Regentage (d)         | 12,4 | 12,4 | 14,6 | 12,6 | 8,4  | 2,8  | 1,7  | 0,7  | 1,8  | 6,4  | 8,5  | 10,7 | Σ | 93    |

| −3,6 |

| −2,1 |

| 3,2 |

| 8,9 |

| 12,7 |

| 16,4 |

| 17,8 |

| 15,9 |

| 11,2 |

| 6,0 |

| 2,0 |

| −1,0 |

| −3,6 |

| −2,1 |

| 3,2 |

| 8,9 |

| 12,7 |

| 16,4 |

| 17,8 |

| 15,9 |

| 11,2 |

| 6,0 |

| 2,0 |

| −1,0 |

### Bevölkerung
Die meisten Einwohner der Stadt sprechen als Muttersprache Tadschikisch, die zentralasiatische Form des Persischen.
Bevölkerungsentwicklung der Agglomeration laut UN
| Jahr | Einwohnerzahl |
| ---- | ------------- |
| 1950 | 168.000       |
| 1960 | 205.000       |
| 1970 | 275.000       |
| 1980 | 460.000       |
| 1990 | 376.000       |
| 2000 | 361.000       |
| 2010 | 452.000       |
| 2017 | 539.000       |

## Geschichte
Afrasiab, Vorläuferort von Samarkand, wurde etwa 750 v. Chr. in der fruchtbaren Ebene des Serafschan als Oasenstadt gegründet. Im Achämenidenreich war es die Hauptstadt der Provinz Sogdien. Durch den Handel mit den nördlichen und östlichen Regionen und wegen seiner Lage an der Seidenstraße kam es zu Wohlstand. 329 v. Chr. wurde die den antiken Griechen unter dem Namen Marákanda (griech.: Μαράκανδα) bekannte Stadt durch Alexander den Großen erobert. Wechselnde Herrscher, wie die Kuschan oder die Seleukiden, kennzeichnen die folgenden Jahrhunderte. 712 n. Chr. fiel sie an die Araber, die den Stadtherrn Ghurak im Amt bestätigten. Dieser erhob sich dennoch um 731 gegen die neuen Herren, die die Stadt aber wieder unter ihre Kontrolle brachten. Samarkand wurde in der Folgezeit ein geistiger Mittelpunkt des islamischen Ostens. Ab dem 9. Jahrhundert kam sie u. a. unter die Herrschaft der Samaniden, Seldschuken und Choresm-Schahs, 1220 wurde sie durch die Truppen Dschingis Khans erobert und zerstört. 1230 lebte noch ein Viertel der vorherigen Einwohner (ungefähr einhunderttausend Menschen), die meisten waren verarmt.
Unter Qaidu Khan und dem Verwalter Masud Beg konnte sich die Stadt zum Ende des 13. Jahrhunderts wieder erholen.
Im 14. Jahrhundert wurde die Stadt unter dem Namen „Samarkand“ wieder neu aufgebaut, aber nicht an der alten Stelle, sondern etwa 1 km südwestlich des alten Siedlungshügels. Der mongolische Herrscher Timur machte Samarkand 1369 zur Hauptstadt seines Großreichs, siedelte hier 150.000 Menschen, namentlich Seidenweber und Waffenschmiede, an und baute die Stadt zu einer der schönsten und bedeutendsten Metropolen seiner Zeit aus. Ungefähr 1407 bis 1448 herrschte Ulugh Beg, der die Wissenschaften und insbesondere die Astronomie förderte; das Regieren stand bei ihm nicht im Vordergrund.
Von 1469 bis 1494 herrschte der Timuride Ahmad Mirza in Samarkand; unter ihm wurde Mohammed Scheibani Söldnerführer. Er wechselte in den Dienst des Tschagatai-Khans, bis er im letzten Jahrzehnt des 15. Jahrhunderts die verstreuten usbekischen Stämme sammelte, 1500 Buchara und Samarkand von den Timuriden eroberte und das Usbeken-Khanat neu errichtete. Kurz konnte der Timuride Babur Samarkand in einem Handstreich zurückerobern, aber nicht halten. Samarkand wurde Hauptstadt des neuen Usbeken-Khanats.
Zum Zeitpunkt des Todes Scheibanis 1510 regierte in der Stadt sein Sohn Muhammad Temür als Sultan.
Der Timuride Babur rückte 1511/12 mit persischer Hilfe nach Buchara und Samarkand vor, wurde jedoch zurückgeschlagen. Im zweiten Viertel des 16. Jahrhunderts wurde die Hauptstadt nach Buchara verlegt, Samarkand wurde Provinzstadt und es begannen Jahre des Niedergangs. Im 16. Jahrhundert zählte die Stadt bis zu 100.000 Einwohner, die meisten lebten vom Handwerk, hier war die Arbeitsteilung weit fortgeschritten. Ein Verzeichnis enthielt 130 „Gewerke“. Die Betriebe waren sehr klein, nur selten, wie in der Papierherstellung, arbeiteten bis zu 20 Personen in einem Betrieb. Die Werkstatt diente gleichzeitig als Laden. 1598 drang der kasachische Khan Tawakkul bis nach Samarkand und Buchara vor.
Um 1700 entglitt dem Khanat Buchara die Macht. Ab 1710 verbündeten sich die Keneges und Kitai-Kiptschaken und riefen in Samarkand einen Gegenkhan aus. In den Folgejahren und insbesondere um 1723 flüchteten große Gruppen von Kasachen vor den Dschungaren nach Buchara und Samarkand. Sie verbündeten sich mit verschiedenen usbekischen Gruppierungen und es kam zu vielen Auseinandersetzungen. Samarkand war 1730 stark verwüstet.
Im Juli/September 1740 eroberten die Perser unter Nader Schah das Khanat und besetzten auch Samarkand.

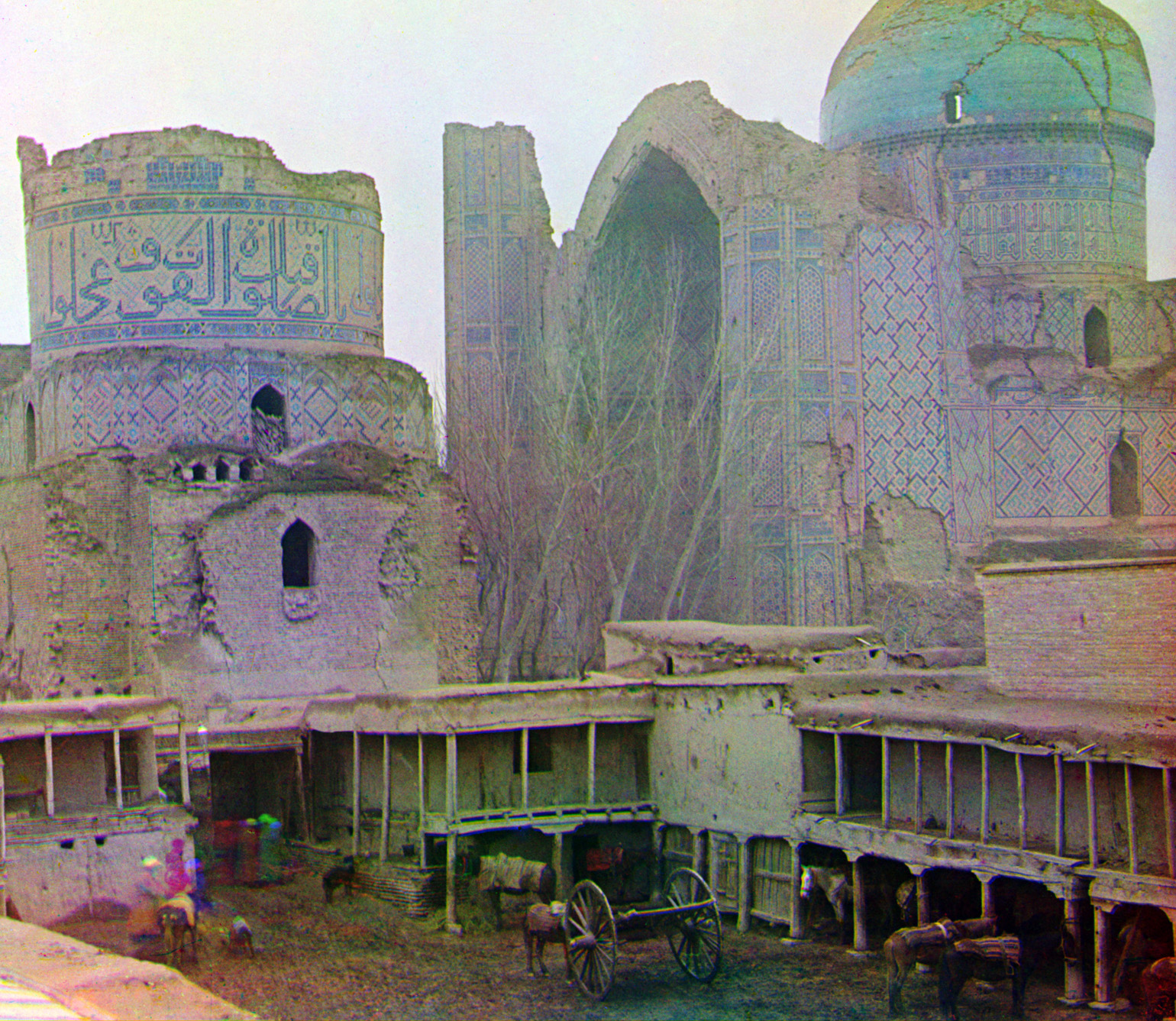
Bibi-Chanum-Moschee Anfang des 20. Jahrhunderts

Im Jahr 1868 kam die Stadt offiziell unter russische Herrschaft. Sie wurde Hauptstadt einer Provinz (1887) innerhalb des Generalgouvernements Turkestan, aus dem 1918 die Turkestanische ASSR wurde. 1925 wurde sie zur ersten Hauptstadt der neu geschaffenen Usbekischen SSR, verlor diese Funktion jedoch 1930 an Taschkent. Seit 1991 gehört die Stadt zur unabhängigen Republik Usbekistan, deren viertgrößte Stadt sie ist. Darüber hinaus ist sie Verwaltungszentrum der gleichnamigen Region.

## Politik und Verwaltung

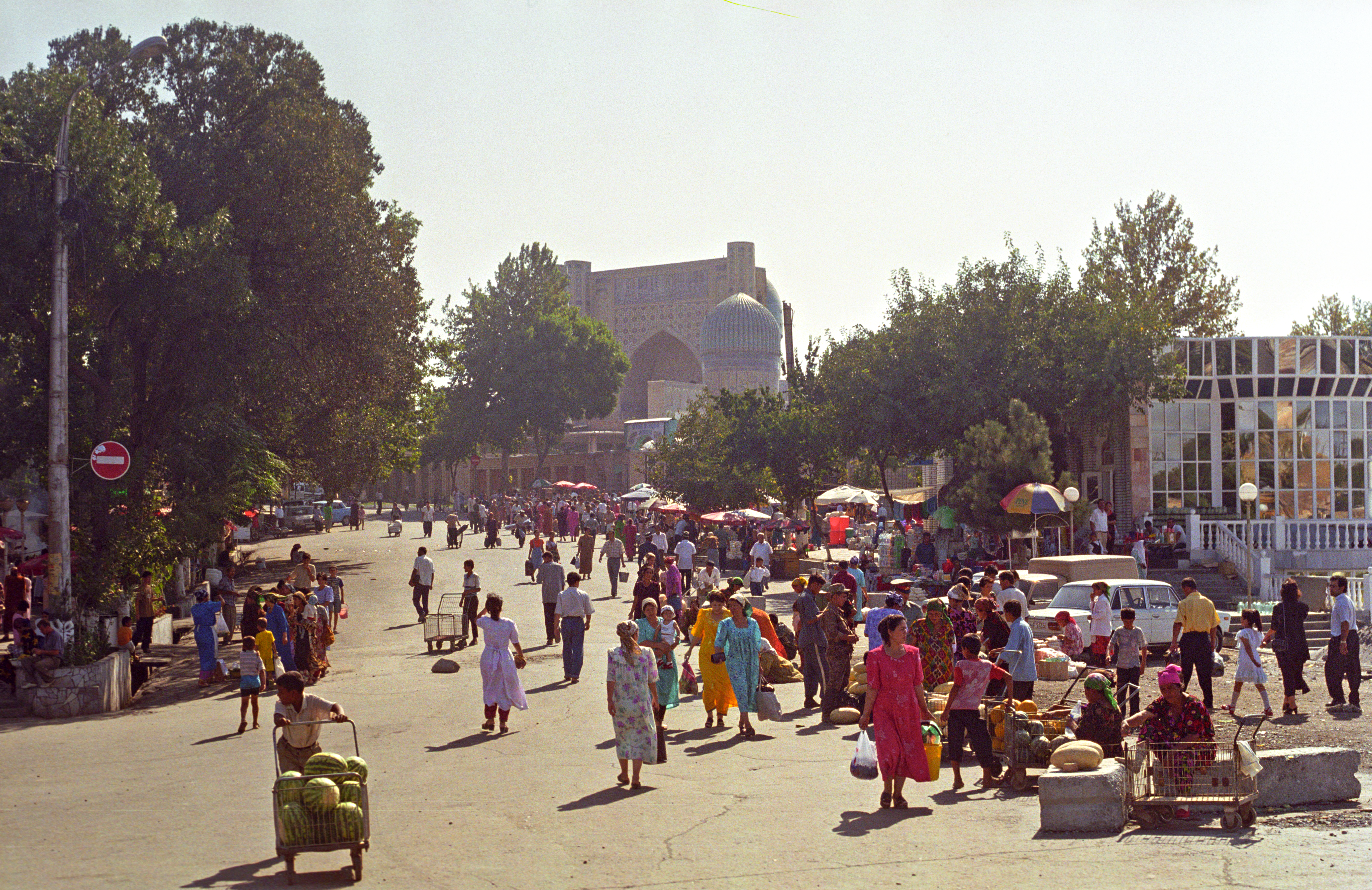
Straßenszene in Samarqand 2000

Samarqand ist Hauptstadt der gleichnamigen Viloyat.

## Hochschulen
Derzeit sind in Samarkand sechs öffentliche Universitäten und Hochschulen universitären Charakters angesiedelt:
- Staatliche Universität Samarkand (SSU)
  - Gründungsjahr: 1420; 1927 als Staatliches Pädagogisches Institut; 1927 in Usbekische Staatsakademie und 1933 in Usbekische Staatsuniversität umorganisiert. 1991 erhielt sie den heutigen Titel.
  - Träger: Staatlich
  - Akkreditierung: Ministerium für Höhere und Sekundarschulische Fachausbildung
  - Abschlüsse: Master, Bachelor oder gleichwertiger Abschluss
  - Unterrichtssprachen: Usbekisch, Russisch, Tadschikisch
  - Struktur: Neun Fakultäten:
    - Fakultät für tadschikische Philologie; Studienfächer: Philologie, Literatur
    - Fakultät für Wirtschaftswissenschaften; Studienfächer: Wirtschaftswissenschaften
    - Fakultät für Geschichte und Philosophie; Studienfächer: Archäologie, Soziologie, Philosophie, Geschichte
    - Fakultät für Rechtswissenschaften; Studienfächer: Jura
    - Fakultät für Naturwissenschaften; Studienfächer: Biologie, Chemie
    - Fakultät für Pädagogik; Studienfächer: Pädagogik, Lehrerausbildung, Bildung
    - Fakultät für Philologie; Studienfächer: Philologie, Neuere Sprachen
    - Fakultät für Sportunterricht; Studienfächer: Sport, Sportunterricht
    - Fakultät für Physik und Mathematik; Studienfächer: Physik, Mathematik
- Landwirtschaftliches Institut Samarkand
  - Gründungsjahr: 1929
  - Träger: Staatlich
  - Akkreditierung: Ministerium für Höhere und Sekundarschulische Fachausbildung
  - Abschlüsse: Master, Bachelor oder gleichwertiger Abschluss
  - Unterrichtssprachen: Usbekisch, Russisch
  - Struktur: Vier Fakultäten:
    - Fakultät für Agrartechnik; Studienfächer: Agrartechnik, Agraringenieurwesen
    - Fakultät für Agronomie; Studienfächer: Agronomie
    - Fakultät für Agrarökonomie und -management; Studienfächer: Agrarmanagement, Agrarökonomie, Agrarwirtschaft
    - Fakultät für Veterinärwissenschaften; Studienfächer: Zoologie, Veterinärwissenschaften, Tierhaltung
- Institut für Wirtschaft und Dienstleistungen Samarkand (SCI)
  - Gründungsjahr: 1994
  - Träger: Staatlich
  - Akkreditierung: Ministerium für Höhere und Sekundarschulische Fachausbildung
  - Abschlüsse: Master, Bachelor oder gleichwertiger Abschluss
  - Unterrichtssprachen: Usbekisch, Russisch
  - Struktur: Drei Fakultäten:
    - Fakultät für Wirtschaftswissenschaften; Studienfächer: Volkswirtschaft, Betriebswirtschaft
    - Fakultät für Finanzen und Bankbetriebslehre; Studienfächer: Finanzen, Bankbetriebslehre
    - Fakultät für Dienstleistungen und Tourismus; Studienfächer: Tourismusmanagement
- Staatliches Architekturinstitut Samarkand (SSACI)
  - Gründungsjahr: 1966
  - Träger: Staatlich
  - Akkreditierung: Ministerium für Höhere und Sekundarschulische Fachausbildung
  - Abschlüsse: Master, Bachelor oder gleichwertiger Abschluss
  - Unterrichtssprachen: Usbekisch, Russisch
  - Struktur: Drei Fakultäten:
    - Fakultät für Architektur; Studienfächer: Architektur- und Umweltdesign, Vermessung und Kartierung, Industriedesign, Ökologie, Architektur
    - Fakultät für Gebäudetechnik; Studienfächer: Gebäudetechnik
    - Fakultät für Bauingenieurwesen; Studienfächer: Wasserbau, Bauingenieurwesen, Wirtschaftsingenieurwesen, Hoch- und Tiefbau
- Staatliches Institut für Fremdsprachen Samarkand (SamSIFL)
  - Gründungsjahr: 1994 (entstanden aus der Fakultät für Fremdsprachen der Staatlichen Universität Samarkand)
  - Träger: Staatlich
  - Akkreditierung: Ministerium für Höhere und Sekundarschulische Fachausbildung
  - Abschlüsse: Master, Bachelor oder gleichwertiger Abschluss
  - Unterrichtssprachen: Usbekisch, Russisch
  - Struktur: Drei Fakultäten:
    - Fakultät für Anglistik I und II; Studienfächer: Englisch
    - Fakultät für Orientalische Philologie; Studienfächer: Koreanisch, Japanisch, Chinesisch, Arabisch, Internationale Journalistik
    - Fakultät für Romanisch-Germanische Philologie; Studienfächer: Deutsch, Französisch, Spanisch, Italienisch, Russisch
- Staatliches Medizinisches Institut Samarkand (SSMI)
  - Gründungsjahr: 1930
  - Träger: Staatlich
  - Akkreditierung: Ministerium für Höhere und Sekundarschulische Fachausbildung
  - Abschlüsse: Master, Bachelor oder gleichwertiger Abschluss
  - Unterrichtssprachen: Usbekisch, Russisch
  - Struktur: Vier Fakultäten:
    - Fakultät für Medizinpädagogik; Studienfächer: Gesundheitserziehung, Gesundheitswissenschaften
    - Fakultät für Medizin; Studienfächer: Chirurgie, Humanmedizin
    - Fakultät für Krankenpflege; Studienfächer: Hebammenwissenschaft, Krankenpflege
    - Fakultät für Pädiatrie; Studienfächer: Pädiatrie
    - Fakultät für Stomatologie; Studienfächer: Zahnmedizin

## Wirtschaft
Die Stadt ist das wichtigste Industriezentrum in Usbekistan. In Samarqand ist unter staatlicher Leitung die Automobilindustrie angesiedelt. So existieren hier die Joint Ventures SamAuto und MAN AUTO-Uzbekistan. Ein klassischer Wirtschaftszweig ist die Teppichherstellung.

## Verkehr

### Luftverkehr
Nördlich der Stadt liegt der internationale Flughafen Samarqand.

### Schienenverkehr
Die Stadt hat über ihren Bahnhof Anschluss an die Transkaspische Eisenbahn zwischen Turkmenistan und Taschkent.
Seit März 2017 gibt es in Samarqand wieder eine Straßenbahn. Eine 6,4 km lange Strecke führt vom Hauptbahnhof in den Stadtteil Sat-Tepo. Es werden 18 einteilige Straßenbahnen des Typs Vario LF ohne Beiwagen eingesetzt. Sie wurden von Pragoimex gebaut und waren bis Mai 2016 in Taschkent im Einsatz. Eine weitere, 5 km lange Strecke vom Bahnhof zum städtischen Basar (Siyob bozor) ist im Bau. Zuvor gab es bereits von November 1924 bis 1930 eine Dampfstraßenbahn sowie von Mai 1947 bis August 1973 eine elektrische Straßenbahn.

### Straßenverkehr
In Samarqand enden die M37, die nach Turkmenistan führt, die A377 nach Tadschikistan sowie die A378 nach Qarshi. Durch die Stadt verläuft die M39 von Termiz über Taschkent zur Grenze mit Kasachstan.
Der 1957 aufgenommene Oberleitungsbusverkehr wurde eingestellt.

## Stadtbild und Architektur

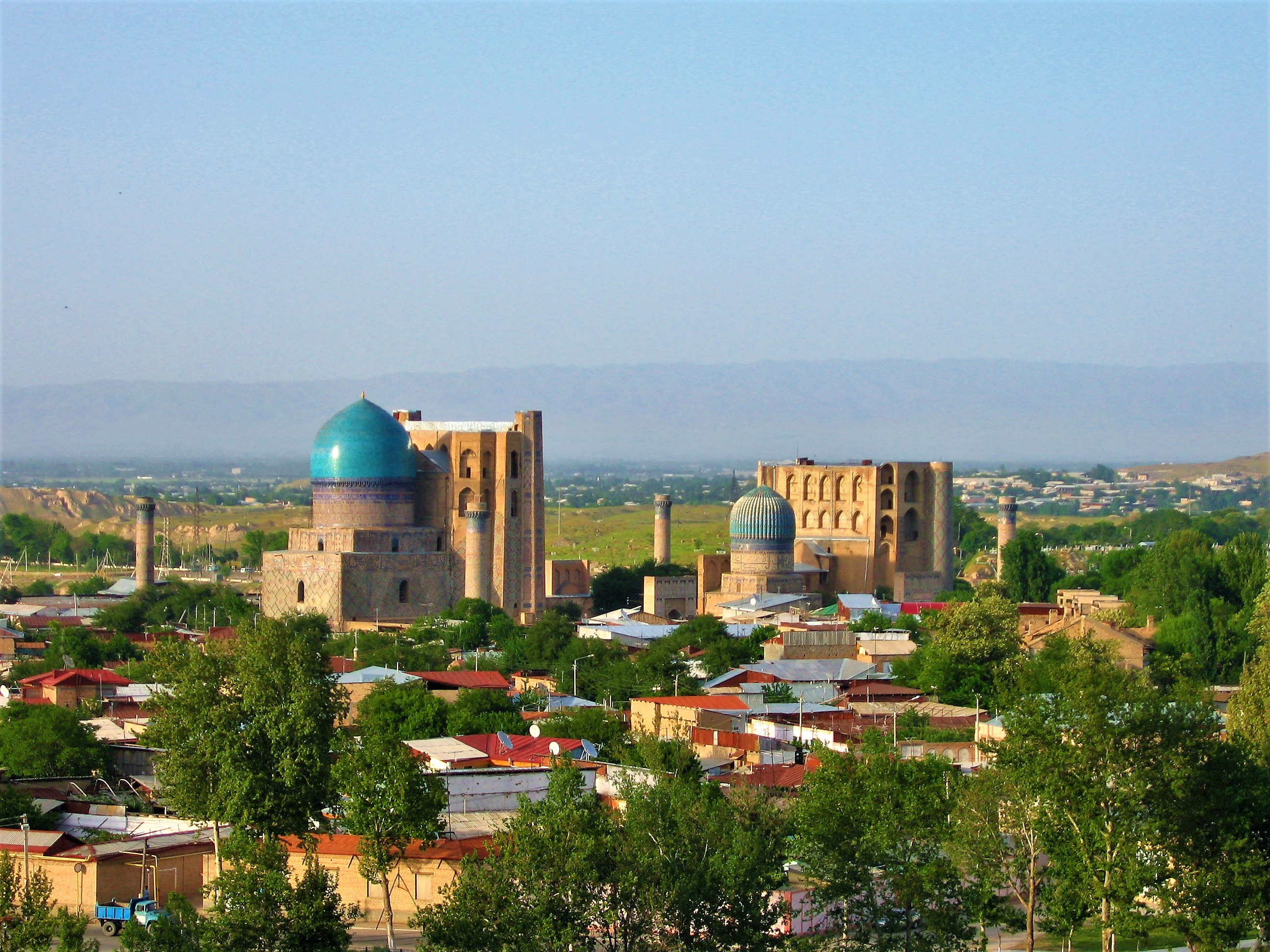
Samarqand

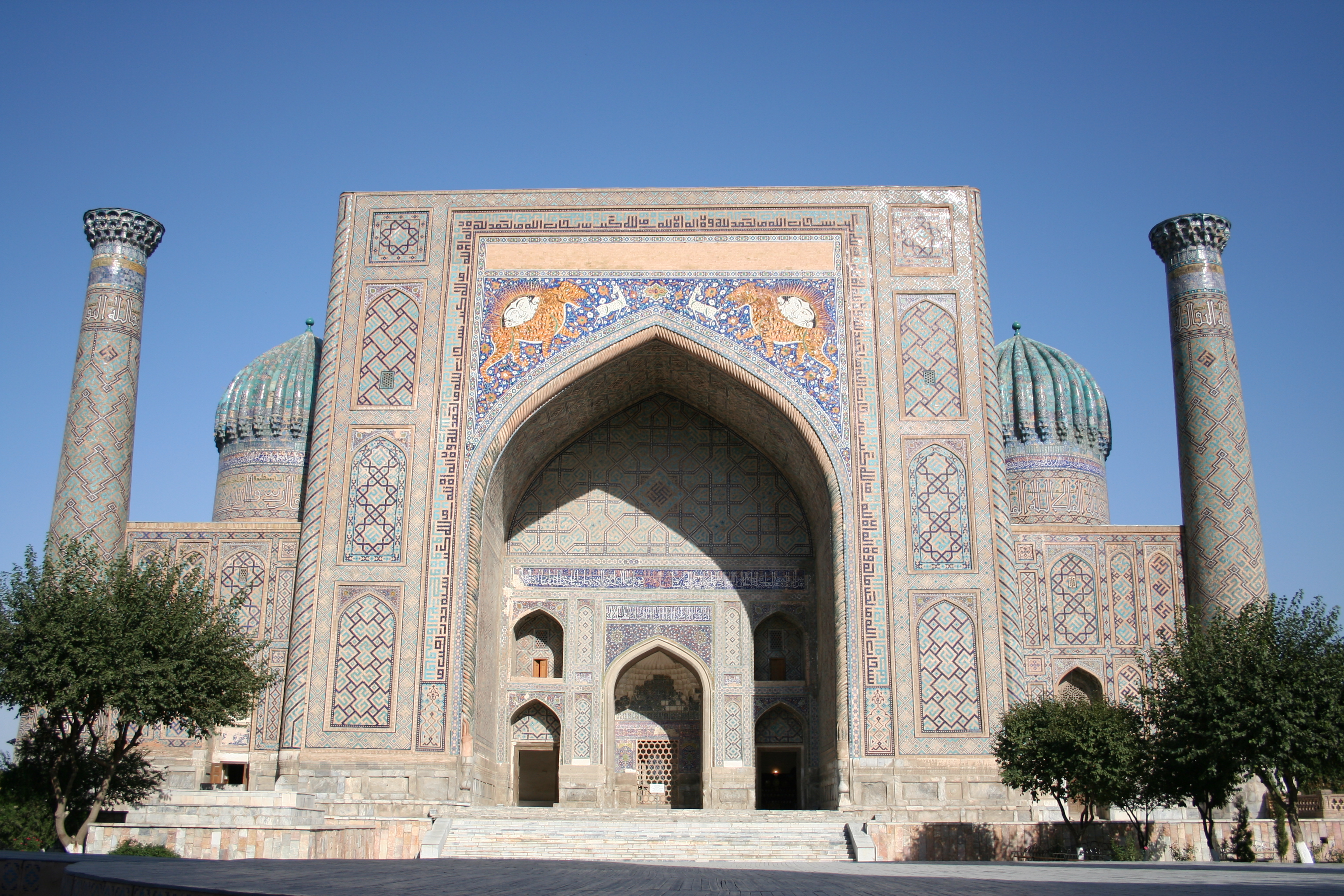
Sher-Dor-Madrasa

### Welterbe
Die Innenstadt wurde 2001 von der UNESCO unter dem Titel Samarkand – Schnittpunkt der Kulturen als Weltkulturerbestätte in die Liste des UNESCO-Welterbes aufgenommen, unter anderem da Architektur und Stadtbild Meisterwerke islamischer kultureller Kreativität darstellen und Kunst, Architektur sowie Stadtstruktur die wichtigsten Epochen zentralasiatischer kultureller und politischer Geschichte illustrieren.

### Sehenswürdigkeiten
In Samarqand finden sich einige bedeutende Zeugnisse islamischer Architektur, darunter
- die Bibi-Chanum-Moschee
- der Registanplatz mit den angrenzenden Madrasas:
  - Ulugbek-Madrasa (1417–1420), klassisch timuridische Baukunst
  - Sher-Dor-Madrasa (1619–1636)
  - Tilla-Kori-Madrasa (1646–1660)
- das Museum und die Ausgrabungen von Afrasiab
- das Gur-Emir-Mausoleum (1403)
- das Mausoleum Ishratkhana
- das Shohizinda-Ensemble (eine Nekropole)
- das Chodscha-Doniyor-Mausoleum
- Ulug Begs Observatorium (1428) und Gedenkstätte
- das Hodscha-Abd-ad-Darun-Mausoleum
- die Hügelgruppe Čopan ata
- das Sadriddin-Ainij-Museum

### Weitere

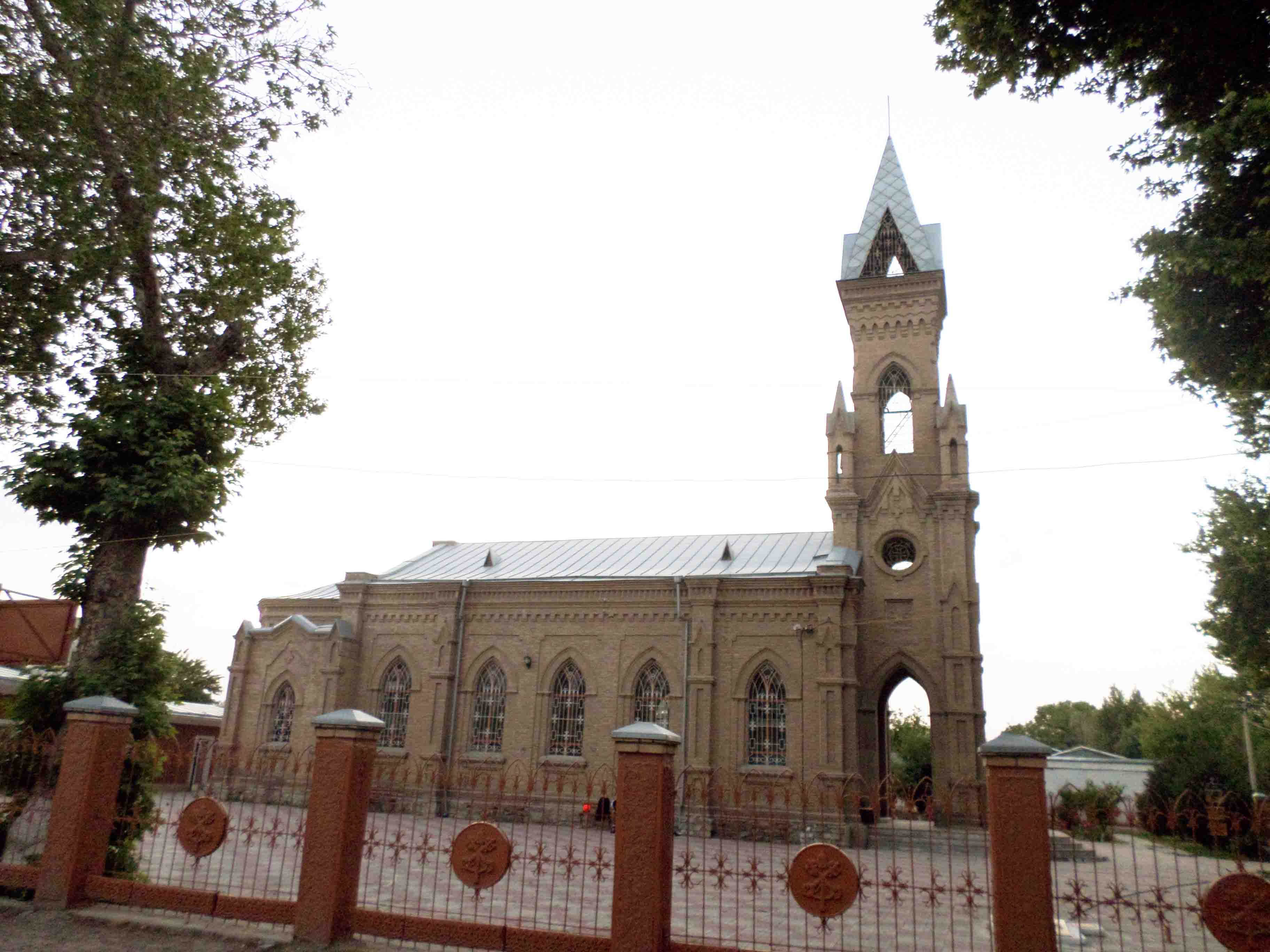
St. Johannes der Täufer (Samarqand)

In Samarqand befindet sich die römisch-katholische Kirche St. Johannes der Täufer, die Teil der Apostolischen Administratur Usbekistan ist. Die Kirche wurde 1916 erbaut, aber während der Sowjetzeit geschlossen. Am 27. März 1999 fand die Weihe der Kirche statt.

## Sport
Fußballverein der Stadt ist FK Dinamo Samarkand, der seine Heimspiele in der höchsten usbekischen Liga im 12.500 Zuschauer fassenden Stadion austrägt. Jährlich findet seit 1996 das Tennisturnier Samarqand Challenger statt.

## Persönlichkeiten

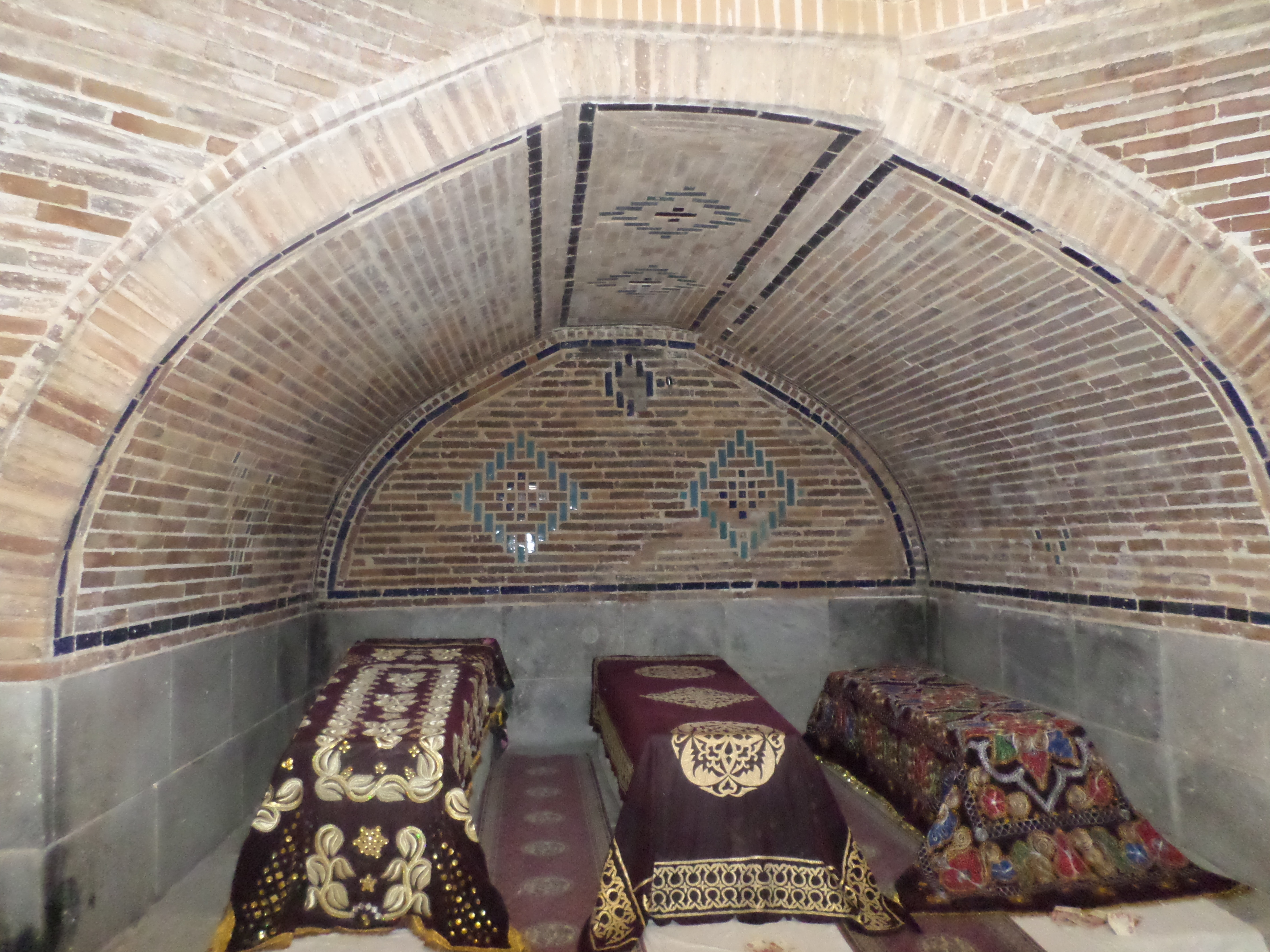
Bibi-Chanum-Mausoleum

### In Samarqand geboren
- Abū Mansūr al-Māturīdī (893–941), Begründer der Māturīdīya-Theologie
- Nezāmi-ye Aruzi (Niẓāmī ʿArūḍī; vor 1100–um 1160), persischer Dichter
- ʿAlī al-Qūschdschī (1403–1474), Astronom, Mathematiker und Theologe
- Gabriel El-Registan (1899–1945), sowjetisch-armenischer Dichter
- Aminollah Hossein (1905–1983), Komponist
- Alexei Adschubei (1924–1993), sowjetischer Journalist, Publizist und Politiker
- Fatima Kuinova (1926–2021), bucharisch-jüdische Sängerin
- Adilja Kotowskaja (1927–2020), sowjetische bzw. russische Physiologin
- Halyna Sewruk (1929–2022), ukrainische Künstlerin
- Dschemma Firsowa (1935–2012), sowjetische bzw. russische Filmregisseurin und Filmschauspielerin
- Toʻti Yusupova (1936–2022), Schauspielerin
- Islom Karimov (1938–2016), von 1991 bis zu seinem Tode Staatspräsident Usbekistans
- Galina Saidova (* 1956), Wirtschaftsministerin der Republik Usbekistan
- Refat Tschubarow (* 1957), ukrainisch-krimtatarischer Politiker und Archivar
- Yulduz Usmonova (* 1963), Sängerin
- Alexei Barsov (* 1966), Schachmeister
- Shuhrat Safin (1970–2009), Schachgroßmeister
- Rustem Umjerow (* 1982), Politiker
- Tamila Taschewa (* 1985), ukrainische Aktivistin und Politikerin
- Marsel İlhan (* 1987), türkischer Tennisspieler usbekischer Herkunft
- Aleksandra Kotlyarova (* 1988), Leichtathletin
- Farrux Sayfiyev (* 1991), Fußballspieler
- Ruslan Qurbonov (* 1993), Dreispringer
- Asal Saparbaeva (* 1994), Turnerin
- Diyora Keldiyorova (* 1998), Judoka
- Roksana Xudoyorova (* 2001), Weit- und Dreispringerin
- Sharifa Davronova (* 2006), Dreispringerin

### Personen mit Beziehung zur Stadt
- Al-Buchārī (810–870), islamischer Gelehrter
- Omar Chayyām (1048–1131), Dichter und Wissenschaftler
- Timur (1336–1405), zentralasiatischer Eroberer

### Ehrenbürger
- 2001 – Volker Jung, deutscher Ingenieur

## Städtepartnerschaften
- Balch, Afghanistan
- Merw, Turkmenistan
- Buxoro, Usbekistan
- Nischapur, Iran
- Lahore, Pakistan
- Lwiw, Ukraine
- Istanbul, Türkei
- Izmir, Türkei
- Eskişehir, Türkei
- Cusco, Peru[18]
- Xi’an, Volksrepublik China[19]